# نورما بیتس
نورما بیتس (انگلیسی: Norma Bates) یک شخصیت خیالی است که توسط نویسنده آمریکایی رابرت بلاک در رمان هیجان‌انگیز خود به نام روانی در سال ۱۹۵۹ خلق شده است. او مادر فوت شده و قربانی قاتل سریالی نورمن بیتس است که او را در ذهن خود به عنوان یک شخصیت جایگزین بازسازی کرده بود. اگرچه نورما یک شخصیت مهم در داستان روانی است، اما از همان ابتدای فیلم‌ها درگذشته است. او تا قبل از پیش‌درآمد روانی چهارم: آغاز (۱۹۹۰) به عنوان یک شخصیت زنده به تصویر کشیده نشده بود، جایی که اولیویا هاسی او را به تصویر کشید. ورا فارمیگا بعداً نورما را در مجموعه تلویزیونی متل بیتس (۲۰۱۳–۲۰۱۷) به تصویر کشید.

## مشخصات شخصیت
هم رمان ۱۹۵۹ و هم اقتباس سینمایی آن در سال ۱۹۶۰ توضیح می‌دهند که پس از مرگ شوهرش، نورما (که نام دخترش هرگز در رمان‌ها فاش نمی‌شود) پسرش نورمن را با ظلم بزرگ می‌کند: او را از داشتن زندگی اجتماعی منع می‌کند و به او می‌آموزد که آمیزش جنسی گناه‌آمیز است و همه زن‌ها به جز خودش فاحشه هستند. این رمان همچنین نشان می‌دهد که رابطه آنها ممکن است شامل روابط محارم بوده باشد. نورما و نورمن سال‌ها در شهر کوچک فیرویل، کالیفرنیا (تخیلی) با هم زندگی می‌کنند «انگار هیچ‌کس دیگری در دنیا وجود ندارد». وقتی نورمن نوجوان است، مادرش با جو کانسیدین (چت رودولف در روانی چهارم: آغاز) آشنا می‌شود و قصد ازدواج دارند. کنسیدین نورما را متقاعد می‌کند که متل را باز کند. نورمن به شدت حسادت می‌کند و معتقد است که نورما او را به خاطر نامزدش رها کرده است و هر دوی آنها را با سم استریکنین به قتل می‌رساند. او سپس موقعیت را مانند خودکشی صحنه‌سازی می‌کند طوری که به نظر می‌رسد که نورما کنسیدین و سپس خودش را کشته است. نورمن که نمی‌تواند از دست دادن مادرش را تحمل کند، جسد نورما را می‌دزدد و آن را در انبار میوه مومیایی می‌کند و طوری با آن صحبت می‌کند که گویی مادرش هنوز زنده است. او همچنین با صدای او با خود صحبت می‌کند و اغلب لباس‌های او را می‌پوشد. در ذهن خود، او تبدیل به مادرش می‌شود تا از آگاهی از مرگ او و گناه قتل او فرار کند. شخصیت تخیلی «مادر» به همان اندازه نورما در زندگی واقعی سلطه‌جو و بی رحم است. «مادر» بر او مسلط می‌شود و او را تحقیر می‌کند، او را از داشتن دوستان منع می‌کند و هر زنی را که احساس می‌کند به او علاقه دارد می‌کشد. وقتی نورمن به هوش می‌آید، جنایتی را که متقاعد شده است مادرش مرتکب شده است، کشف می‌کند و شواهد را از بین می‌برد.

### سریال تلویزیونی
نورما بیتس یک شخصیت اصلی در مجموعه تلویزیونی درام ترسناک روان‌شناختی شبکه ای‌اندئی است که پیش‌درآمدی معاصر برای فیلم روانی در سال ۱۹۶۰ است که در عصر حاضر اتفاق می‌افتد. نورما در سریال توسط ورا فارمیگا به تصویر کشیده شده است. او نسبت به پسرش نورمن بسیار سلطه‌جو و محافظ است و هر کاری که می‌تواند انجام می‌دهد تا او را برای خودش نگه دارد. این، همراه با چندین آسیب دیگر که نورمن در دوران کودکی متحمل شد، منجر به شکل‌گیری شخصیتی جایگزین به نام «مادر» می‌شود که هرکسی را که فکر می‌کند تهدیدی برای او محسوب می‌شود یا مانع از برقراری رابطه آنها می‌شود، می‌کشد. در این سریال، نورما پسر دیگری به نام دیلن ماست (مکس تیریوت) دارد که زمانی که در نوجوانی توسط برادر بزرگترش، کالب کالهون (کنی جانسون) مورد تجاوز قرار گرفت، او را حامله شد. نورما از بارداری خود برای فرار از زندگی آشفته خانگی خود استفاده کرد. او با دوست پسر خود، جان ماست، ازدواج کرد و فرزند متولد نشده خود را به عنوان فرزند جان جا زد. او بعداً از جان طلاق گرفت تا با سم ازدواج کند.